# Riverhead (Ulver)
Riverhead è la terza colonna sonora composta dal gruppo norvegese Ulver, pubblicata nel 2016 dalla House of Mythology.
Si tratta della colonna sonora originale del film omonimo del regista canadese Justin Oakey uscito nello stesso anno.

## Tracce
1. Riverhead – 5:13
2. Dark Alley – 1:34
3. Road to Town – 2:26
4. In a Wooden Coat – 3:08
5. Idle Hands Are the Devil's Playthings – 2:54
6. Father's Feud – 3:11
7. In Memoriam – 3:00
8. Stoke the Fire – 2:44
9. Bored of Canada – 3:30
10. Hard Standing – 1:55
11. Stalking – 1:31
12. A Waste of Your Father's Life – 2:09
13. Spiteful Things – 3:00
14. The Hunt – 1:51
15. Snake in the Grass – 4:07

## Formazione

### Gruppo
- Kristoffer Rygg (Garm, Trickster G., G. Wolf, Fiery G. Maelstrom) – voce, programmatore
- Tore Ylwizaker – tastiere, programmatore
- Jørn H. Sværen – suoni
- Daniel O'Sullivan – chitarra, basso, tastiere